# 秋塘群雀図
『秋塘群雀図』（しゅうとうぐんじゃくず）は、伊藤若冲の日本画『動植綵絵』の全30幅中の1幅である。粟の穂にむらがる雀の群れが描かれている。

## 背景
『動植綵絵』は江戸時代の日本画家・伊藤若冲の代表作のひとつである。若冲は両親、弟、自分自身の永代供養を願って『釈迦三尊像』と本画を製作し、1765年に相国寺に寄進した。その後は同寺のもとに伝わったが、同寺が廃仏毀釈の影響で貧窮したため、1889年（明治22年）に1万円の下賜金と引き換えに明治天皇へと献上された。その後は御物として皇室の管理化にあったが、1989年（平成元年）に日本国へ寄贈され皇居三の丸尚蔵館の所蔵となった。『動植綵絵』の題は若冲が自ら寄進状に記した名称であり、その名の通り30幅いずれもさまざまな動植物をモチーフとしている。『動植綵絵』の大きな特徴として独創的な色彩表現が挙げられる。技法自体は伝統的な絹絵の表現方法を踏襲しているものの、絵具の種類やその重ね方、裏彩色の活かし方を工夫することで独自の色彩表現として成立している。皇居三の丸尚蔵館学芸室主任研究官の太田彩は本作の製作にかかった10年を「若冲飛躍の10年であり、若冲画風確立の10年であった」と述べている。また、若冲の作品群の中でも特に高い評価を得ており、「『動植綵絵』は別格」などとも評される。本項では『動植綵絵』30幅のうち1幅『秋塘群雀図』について詳述する。

## 内容
粟の穂に群がる雀の群れが描かれており、留まっているものが16羽、飛んでいるものが58羽である。『藤景和画記』では「野田楽生」（やでんらくしょう）と第されている。寸法は縦142.2センチメートル、横80.1センチメートル。狩野博幸は本画の画面構成について、上側三分の二が雀、下側三分の一が粟という構図になっていると述べたうえで、「一本の粟だけは三分の二のところまで伸ばして、画面が活力を喪うのを防いでいる」と評している。
穂の実った穀物と雀というモチーフは繁栄と豊穣を願う吉祥画題であり、明、清、朝鮮のほか土佐派の花鳥画でみられる。中国の吉祥画においてたくさんの物のうちひとつを白く描くことがあり、本画も雀が1匹だけ白く描かれているため、大典顕常との交流を経て一定程度は中国思想の知識があったとみられ、本画の吉祥性を認識していた可能性がある。
粟に向かって飛来してくる雀は画面上部を埋めるように描かれている。飛来してくる雀は数羽のみ首の角度が異なる個体があるものの、ほとんどはまったく同じ姿態となっており、『伊藤若冲動植綵絵 : 全三十幅』(小学館,2010)はこれを「空間に貼りついた文様のようにもみえ」ると評している。これとは対照的に粟に留まっている雀たちの姿態はバリエーション豊かであり、狩野博幸は若冲のなんらかの意図があるだろうと推測している。雀の茶色には代赭と黄土が用いられている。喉元からはわずかに鉛が検出され、目視での確認は困難だが高精細画像では橙色での粒子が確認できることから鉛丹の粒子だと推測されている。これは筆先を駆使してかすかに挿した（ブラッシングした）ものだと思われる。黒目は盛り上がっており、光沢を伴う。蛍光X線分析では鉄が多く検出されるため、黒漆による彩色だと考えられている。
雀の中に1羽だけ白い個体が紛れており、これは先述の通り吉祥を意味するものである。白雀は胡粉と黄土の裏彩色がされている。これは太田彩が「白羽の下に金泥」と形容する技法で、胡粉で描かれた白羽の下に黄土の裏彩色、肌裏紙の墨、絵絹の質感が合わさることで金色に輝いているかのような視覚的効果が得られる。くちばしの赤は染料によるものである。
粟の穂先の黄色には代赭と黄土が用いられている。粟の実は一粒一粒が盛り上がるように描かれており、粟中心部の窪みまでもが描写されている。また、黄土の裏彩色が薄く施されている。
粟の葉は波打っており、『伊藤若冲動植綵絵 : 全三十幅』(小学館,2010)はこれを「画面を活気づける」効果があるとしている。葉のほとんどは緑の染料によって彩色されている。葉脈の明るい緑の部分にのみ緑青が使用されており、一本線ではなく短い線を斜めに連続させて描かれている。枯れかかった葉の若干明るい部分の裏彩色は緑青である。
粟の後ろの青い花は野菊である。花弁の青は群青によるものであり、花の輪郭にうっすらと敷かれている赤は染料によるものである。花芯は胡粉の点に黄染料を置くことで表現されている。
画面下部の岩肌は群青によるものである。

## 落款
本画は『動植綵絵』のうち制作年代が明らかになっている7幅のひとつである。款記には「宝暦己卯仲秋居士若冲製」とあり、「宝暦己卯仲秋」との記述から宝暦9年8月の制作であることがわかっている。
印は白文方印で「鈞字」と、朱文円印で「若冲居士」と捺されている。「汝鈞」は名、「若冲居士」は号を意味する。